# 1958-1959シーズンのNBA
1958-1959シーズンのNBAは、NBAの13回目のシーズンである。シーズンは1958年10月19日に始まり、1959年4月9日に全日程が終了した。

## エルジン・ベイラー登場
時代はボストン・セルティックスによる支配が着々と進行するなか、この年のドラフトからセルティックスにとっては得難い好敵手が続々とNBA入りを果たしていく。その一人目がエルジン・ベイラーだった。ベイラーは全体1位指名を受け、ミネアポリス・レイカーズに入団した。ベイラーは大学で進級するつもりだったが、レイカーズの熱心な説得を受け入れた。当時のレイカーズはジョージ・マイカンが引退して以来トップから急落し、前季は19勝53敗まで落ちぶれていた。
他にガイ・ロジャース、ハル・グリア、ウェイン・エンブリー、ドン・オールらが指名を受けている。

## シーズン

### オールスター
- 開催日：2月23日
- 開催地：デトロイト
- オールスターゲーム　ウエスト 124－108 イースト
- MVP
  - ボブ・ペティット　（セントルイス・ホークス）
  - エルジン・ベイラー　（ミネアポリス・レイカーズ）

### イースタン・デビジョン
| チーム                         | 勝 | 負 | 勝率 | ゲーム差 |
| ------------------------------ | -- | -- | ---- | -------- |
| ボストン・セルティックス       | 52 | 20 | .722 | -        |
| ニューヨーク・ニックス         | 40 | 32 | .556 | 12       |
| シラキュース・ナショナルズ     | 35 | 37 | .486 | 17       |
| フィラデルフィア・ウォリアーズ | 32 | 40 | .444 | 20       |

### ウエスタン・デビジョン
| チーム                   | 勝 | 負 | 勝率 | ゲーム差 |
| ------------------------ | -- | -- | ---- | -------- |
| セントルイス・ホークス   | 49 | 23 | .681 | -        |
| ミネアポリス・レイカーズ | 33 | 39 | .458 | 16       |
| デトロイト・ピストンズ   | 28 | 44 | .389 | 21       |
| シンシナティ・ロイヤルズ | 19 | 53 | .264 | 30       |

### スタッツリーダー
| 部門       | 選手             | チーム                   | 記録  |
| ---------- | ---------------- | ------------------------ | ----- |
| 得点       | ボブ・ペティット | セントルイス・ホークス   | 2,105 |
| リバウンド | ビル・ラッセル   | ボストン・セルティックス | 1,612 |
| アシスト   | ボブ・クージー   | ボストン・セルティックス | 557   |
| FG%        | ケニー・シアーズ | ニューヨーク・ニックス   | 49.0  |
| FT%        | ビル・シャーマン | ボストン・セルティックス | 93.2  |

※1969-70シーズン以前はアベレージよりも通算でスタッツリーダーが決められていた。

### 各賞
- 最優秀選手: ボブ・ペティット, セントルイス・ホークス
- ルーキー・オブ・ザ・イヤー: エルジン・ベイラー, ミネアポリス・レイカーズ
- All-NBA First Team:
  - ボブ・クージー, ボストン・セルティックス
  - ビル・ラッセル, ボストン・セルティックス
  - ビル・シャーマン,ボストン・セルティックス
  - エルジン・ベイラー, ミネアポリス・レイカーズ
  - ボブ・ペティット, セントルイス・ホークス

### シーズン概要
- 唯一の50勝以上を記録したボストン・セルティックスは、スタッツリーダーで三冠を達成し、オールNBA1stチームでもボブ・クージー、ビル・ラッセル、ビル・シャーマンの3選手が名を連ねた。
- 新人のエルジン・ベイラーがルーキーイヤーから24.9得点15.0リバウンドの成績を叩き出し、新人としては3人目となるオールNBA1stチーム入りを果たし、オールスターではMVPを獲得した。

## プレーオフ・ファイナル
|  | デビジョン準決勝 | デビジョン準決勝 | デビジョン準決勝 |                |   | デビジョン決勝 | デビジョン決勝 | デビジョン決勝 |  |  | ファイナル | ファイナル | ファイナル |
|  |                  |                  |                  |                |   |                |                |                |  |  |            |            |            |
|  |                  |                  |                  |                |   |                |                |                |  |  |            |            |            |
|  |                  | 1                | ホークス         | 2              |   |                |                |                |  |  |            |            |            |
|  | Western Division | 1                | ホークス         | 2              |   |                |                |                |  |  |            |            |            |
|  |                  |                  | 2                | レイカーズ     | 4 |                |                |                |  |  |            |            |            |
|  | 3                | ピストンズ       | 2                | レイカーズ     | 4 | 1              |                |                |  |  |            |            |            |
|  | 3                | ピストンズ       |                  |                |   | 1              |                |                |  |  |            |            |            |
|  | 2                | レイカーズ       | 2                |                |   |                |                |                |  |  |            |            |            |
|  |                  |                  |                  |                |   |                |                |                |  |  | W2         | レイカーズ | 0          |
|  |                  |                  | E1               | セルティックス | 4 |                |                |                |  |  |            |            |            |
|  |                  |                  |                  |                |   |                |                |                |  |  |            |            |            |
|  |                  |                  |                  |                |   |                |                |                |  |  |            |            |            |
|  |                  | 1                | セルティックス   | 4              |   |                |                |                |  |  |            |            |            |
|  | Eastern Division | 1                | セルティックス   | 4              |   |                |                |                |  |  |            |            |            |
|  |                  |                  | 3                | ナショナルズ   | 3 |                |                |                |  |  |            |            |            |
|  | 3                | ナショナルズ     | 3                | ナショナルズ   | 3 | 2              |                |                |  |  |            |            |            |
|  | 3                | ナショナルズ     |                  |                |   | 2              |                |                |  |  |            |            |            |
|  | 2                | ニックス         | 0                |                |   |                |                |                |  |  |            |            |            |

### セルティックスVSレイカーズ
ボストン・セルティックスとミネアポリス・レイカーズ（ロサンゼルス・レイカーズ）がファイナルで初めて相対した。後に同じ舞台で数々の名勝負を繰り広げる名門ライバル同士の対決は、ファイナル史上初となる4戦全勝、スイープで決した。ファイナルは3年連続でセルティックス対セントルイス・ホークスのカードが予想されたが、大物ルーキーエルジン・ベイラーの活躍でレイカーズがデビジョン決勝でホークスを降し、予想外のファイナルに進出した。
1年ぶりに王座に復帰したセルティックスは、この年を出発点に前人未到の大記録を打ち立てていくこととなる。

### レイカーズVSホークス
1950年代後半から1960年代にかけて、ファイナルではボストン・セルティックス対ミネアポリス（ロサンゼルス）・レイカーズ、あるいはセントルイス・ホークスのカードが恒例となっていたが、ウエスタン・デビジョン決勝ではエルジン・ベイラー率いるレイカーズとボブ・ペティット率いるホークスが、セルティックスへの挑戦権を賭けて毎年のように鎬を削りあっていた。1957年のデビジョン決勝ですでに両者は相対しており、このシーズンも含めリーグが再編されホークスがイースタン・カンファレンスに編入される1970年の14シーズンの間、デビジョン決勝では8回も両チームは対決している。

## ラストシーズン
- エド・マコーレー　（1950-59）　シーズン中にチームからの要請で選手生活から身を引き、そのままセントルイス・ホークスのヘッドコーチに就いた。
- ヴァーン・ミッケルセン　（1949-59）　レイカーズ三連覇時代の主力選手。
- ニール・ジョンストン　（1952-59）　全盛期は3年連続得点王に輝いたが、キャリア終盤は膝の故障に苦しんだ。引退後はコーチ職に転向し、翌シーズンから古巣のフィラデルフィア・ウォリアーズで采配を振った。